# Risa Sotohana
Risa Sotohana (外花りさ, Sotohana Risa, 28 de janeiro de 1988) é uma cantora japonesa conhecida por ter sido parte da geração Next do BeForU. Entrou em 2004 e lançou na banda, o single KISEKI e o cd BeForU II.
Participa com Yoma do hit para DDR DANCE MAN e com a cantora Annie do hit We are Diskko do DDR 12.
Tem uma música solo no 2º álbum do BeForU: 外花りさ (Manterou). 

Risa ficou conhecida na banda pelo nome de LISA, fazendo parte da 2ª geração do BeForU até 2007, quando em Dezembro, anunciou, ao lado de Noria que estavaa se graduando da banda para seguir carreira solo. 

Não há notícias de Lisa ou pelo menos nenhum lançamento solo dela desde então.